# فرودگاه صحرایی آرلدگ
فرودگاه صحرایی آرلدگ (به انگلیسی: Arledge Field) یک فرودگاه همگانی است که یک باند فرود آسفالت دارد و طول باند آن ۱۱۲۹ متر است. این فرودگاه در کشور ایالات متحده آمریکا قرار دارد و در ارتفاع ۴۷۵ متری از سطح دریا واقع شده‌است.